# Tercera batalla de Coron

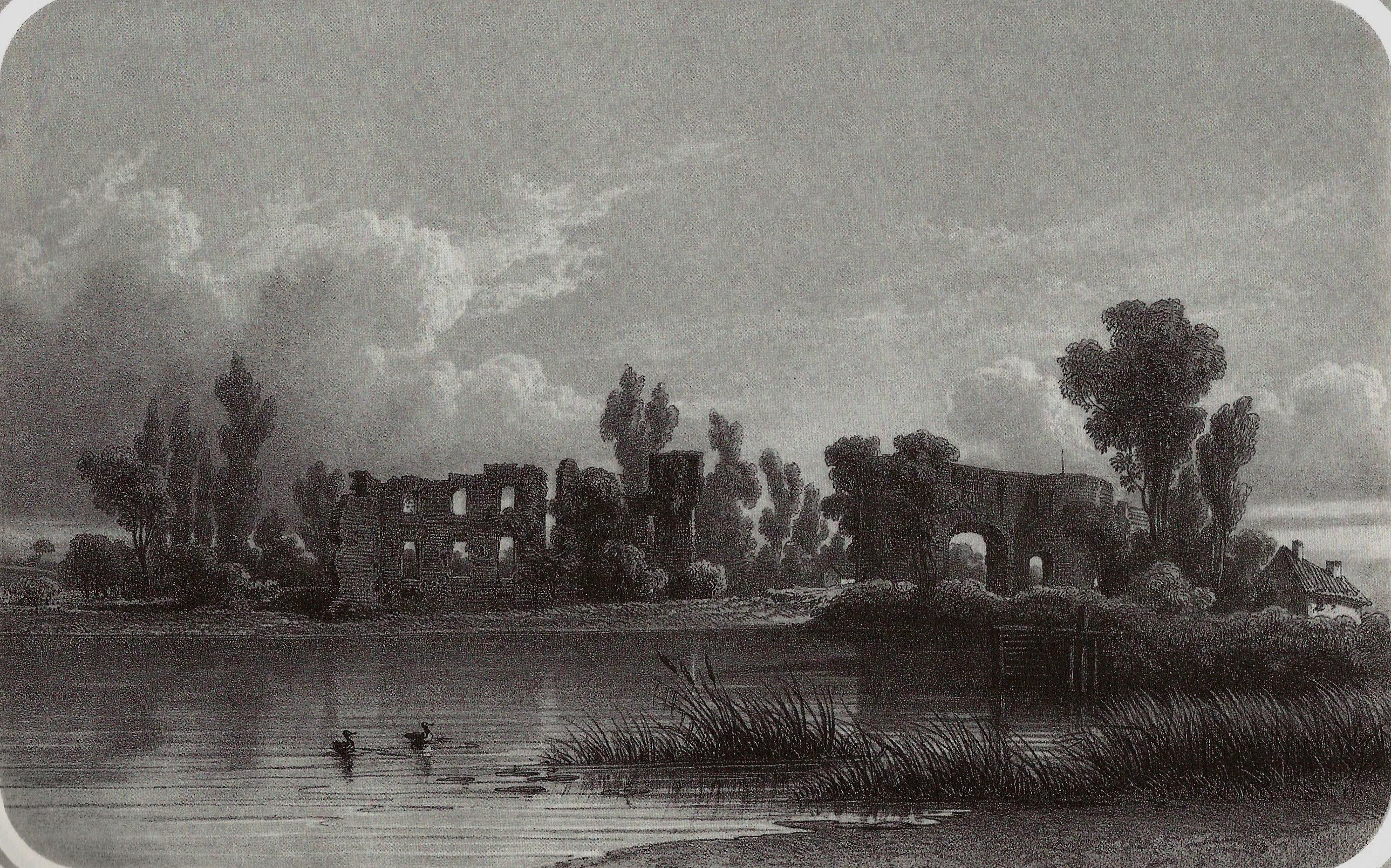
Castell de Coron

La 3ª. Batalla de Coron, té lloc el 18 de setembre de 1793 durant la Revolta de La Vendée.

## Desenvolupament
Mentre que l'exèrcit de Nantes i l'exèrcit de Magúncia avançaven cap a Tiffauges, l'Exèrcit d'Angers del general Rossignol havia abandonat la seva base per agafar els vendeans en pinces d'acord amb el pla de Saumur. Aquest exèrcit estava dividit en dues forces, la primera comandada per Santerre i Ronsin, havia deixat Saumur, la segona comandada per Duhoux de Hauterive havia abandonat Angers.
El 18 de setembre de 1793, les tropes del general Santerre es van desplegar a les altures enfront de Coron, i van estar en presència dels 12.000 vendeans comandats pels caps Piron de La Varenne i Dominique-Alexandre Jaudonnet de Laugrenière. Santerre tenia 17.000 homes sota el seu comandament, però només 7.000 eren soldats experimentats.
Tot i això, la lluita va començar i els republicans van aconseguir ràpidament apoderar-se del barri de Coron, però l'artilleria, volen desplaçar-se, es va enredar per camins estrets i l'avantguarda es va haver de retirar per alliberar els canons. Aprofitant aquesta confusió, els vendeans van llançar un contraatac que va provocar el pànic dels republicans, que van fugir ràpidament cap a Saumur.